# Gniewosz plamisty
Gniewosz plamisty, miedzianka (Coronella austriaca) – gatunek niejadowitego węża z rodziny połozowatych (Colubridae). Jest powszechnie spotykany w wielu miejscach Europy i zachodniej Azji. Nieszkodliwy dla ludzi, choć często mylony ze żmiją zygzakowatą. W Polsce znajduje się pod ochroną ścisłą.

## Wygląd
Są to węże o drobnej budowie, których długość ciała dorosłych osobników waha się od 60 do 75 cm, samica osiąga nawet 90 cm. Ogon stanowi od około 12 do 25 procent długości ciała. Zwęża się równomiernie i jest mniej lub bardziej zaostrzony. Masa ciała dorosłych osobników wynosi od około 50 do 60 gramów. Rzadko spotyka się węże ważące 100 gramów i więcej. Barwa ciała rdzawobrązowa lub brązowa, a u samic szara lub gliniastoszara. Na głowie oraz częściowo na karku widnieje plama w kształcie serca lub podkowy w kolorze ciemnobrązowym, po bokach od nozdrzy przebiega ciemnobrązowy pasek, który przechodzi następnie w przedłużający się przedni odcinek ciała. Na grzbiecie wzdłuż środkowej linii występują 2 lub 4 rzędy plam. Ułożone są na przemian wzdłuż lub wszerz, czasami u niektórych osobników połączone są ze sobą przypominając zygzak żmii zygzakowatej. Od żmii odróżnia go okrągła źrenica oka, łagodnie zaokrąglony pysk, oraz głowa słabo odgraniczona od reszty ciała.

## Występowanie
Występuje w miejscach suchych i silnie nasłonecznionych, na terenach kamienistych, w zaroślach i trawach. Jest rzadkim gatunkiem, unika lasów, spotykany na terenie prawie całej Europy (z wyłączeniem Irlandii, większości Półwyspu Skandynawskiego oraz części Anglii i Hiszpanii). W Azji swym zasięgiem dociera do zachodniego Kazachstanu i północnego Iranu. W partiach górskich spotykany do wysokości 2200 m n.p.m., najczęściej jednak do 1000 m. W Polsce można go zaobserwować głównie na południu kraju, są to przede wszystkim obszary leżące w województwach: świętokrzyskim, małopolskim i podkarpackim. Znacznie rzadziej występuje na Pomorzu Zachodnim, gdzie mniej liczne są stanowiska, które mógłby zasiedlać. Jego obecność notowano m.in. z rejonu Szczecina.

## Siedlisko
Zasiedla szerokie spektrum biotopów otwartych, suchych i mocno nasłonecznionych do półotwartych. Preferuje mozaiki różnych typów środowisk, w tym obecność skał, murów i martwych drzew służących do wygrzewania i ukrycia. Zasiedla środowiska antropogeniczne: ruiny domostw, opustoszałe zabudowania, kamieniołomy, hałdy, torowiska, drogi.

## Pożywienie
Odżywia się prawie wyłącznie jaszczurkami (głównie Lacertidae), w tym także padalcami, niekiedy osobnikami tego samego gatunku. Rzadziej płazami, pisklętami i drobnymi ssakami (zwłaszcza ryjówkowatymi i myszami). Procentowy udział ssaków w diecie gniewoszy wzrasta wraz z wiekiem – osobniki juwenilne i młodociane polują wyłącznie na gady, podczas gdy u dorosłych węży ssaki mogą stanowić ponad jedną czwartą wszystkich ofiar (w niektórych populacjach niemal połowę). Swą zdobycz gniewosz plamisty najpierw oplata i obezwładnia swym ciałem, następnie połyka ją żywą lub martwą.

## Rozmnażanie
Jajożyworodny. Gody odbywa w kwietniu i maju. Pod koniec sierpnia lub we wrześniu samica rodzi od 4 do 19 młodych o długości około 10–15 cm.

## Zagrożenia i ochrona
Największe zagrożenie dla lokalnych populacji stanowi zanik i degradacja siedlisk, głównie na skutek działalności gospodarczej człowieka, jak i częste zabijanie przez ludzi. Wypalanie traw zabija gniewosze i niszczy ich siedliska. Gniewosze są pokarmem tchórzy, gronostajów, kun, lisów, ptaków, są odnotowywane jako ofiary kotów domowych. Zagrożeniem dla występowania gniewosza jest także zarastanie łąk przez las.
OchronaW Polsce gatunek pod ochroną ścisłą. Rozporządzenie ministra środowiska w sprawie ochrony gatunkowej wymienia go jako gatunek wymagający ustalenia stref ochrony ostoi, miejsc rozrodu i regularnego przebywania. Wpisany do Polskiej Czerwonej Księgi Zwierząt z kategorią zagrożenia VU – gatunek wysokiego ryzyka, narażony na wyginięcie. Podlega konwencji berneńskiej (zał. II) i dyrektywie siedliskowej UE (zał IV).